# Scleroderma macalpinei
Scleroderma macalpinei är en svampart som först beskrevs av Rodway, och fick sitt nu gällande namn av Castellano 1993. Scleroderma macalpinei ingår i släktet Scleroderma och familjen rottryfflar.   Inga underarter finns listade i Catalogue of Life.